# 黄文宽
黃文寬（1910年8月11日—1989年7月22日），又名黃玄、黃言，字岩，號萍廬，因生於農曆庚戌年七月初七“七夕節”，故別署乞巧生、隕石道人，齋名剛齋、瓦存室，自榜其寓所為反拙樓、書藏樓，男，廣東新寧（今廣東省臺山市）人，中國文史學家、考古学家、詩人、书法家、篆刻家、律師。民國時期就讀于私立廣州法學院，歷任廣州大學法律系主任和教授、华南联合大学教授、中山大学教授，執律師業，為廣州律師公會常務理事。1949年後，任廣東省文物保管委員會委員、廣東省文史館副館長、广州美术学院客座教授、中国书法家协会理事、中國書協廣東分會常務理事、嶺南篆刻學會首任會長，以及广东省人大常委会法制委員會委員、廣東省律師協會常務理事、廣東省政協常委等。

## 生平

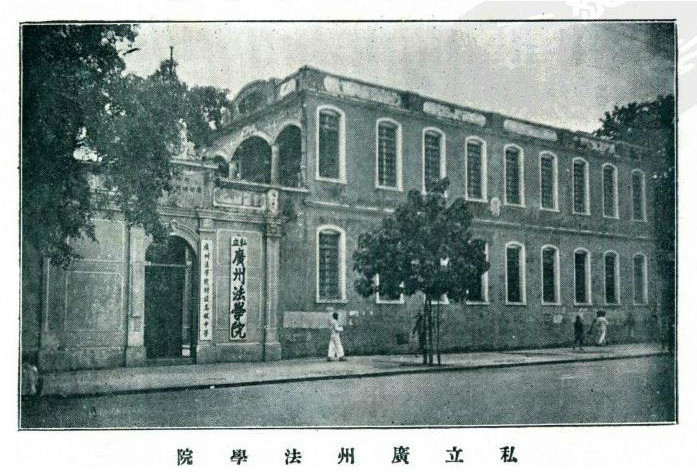
民國私立廣州法學院

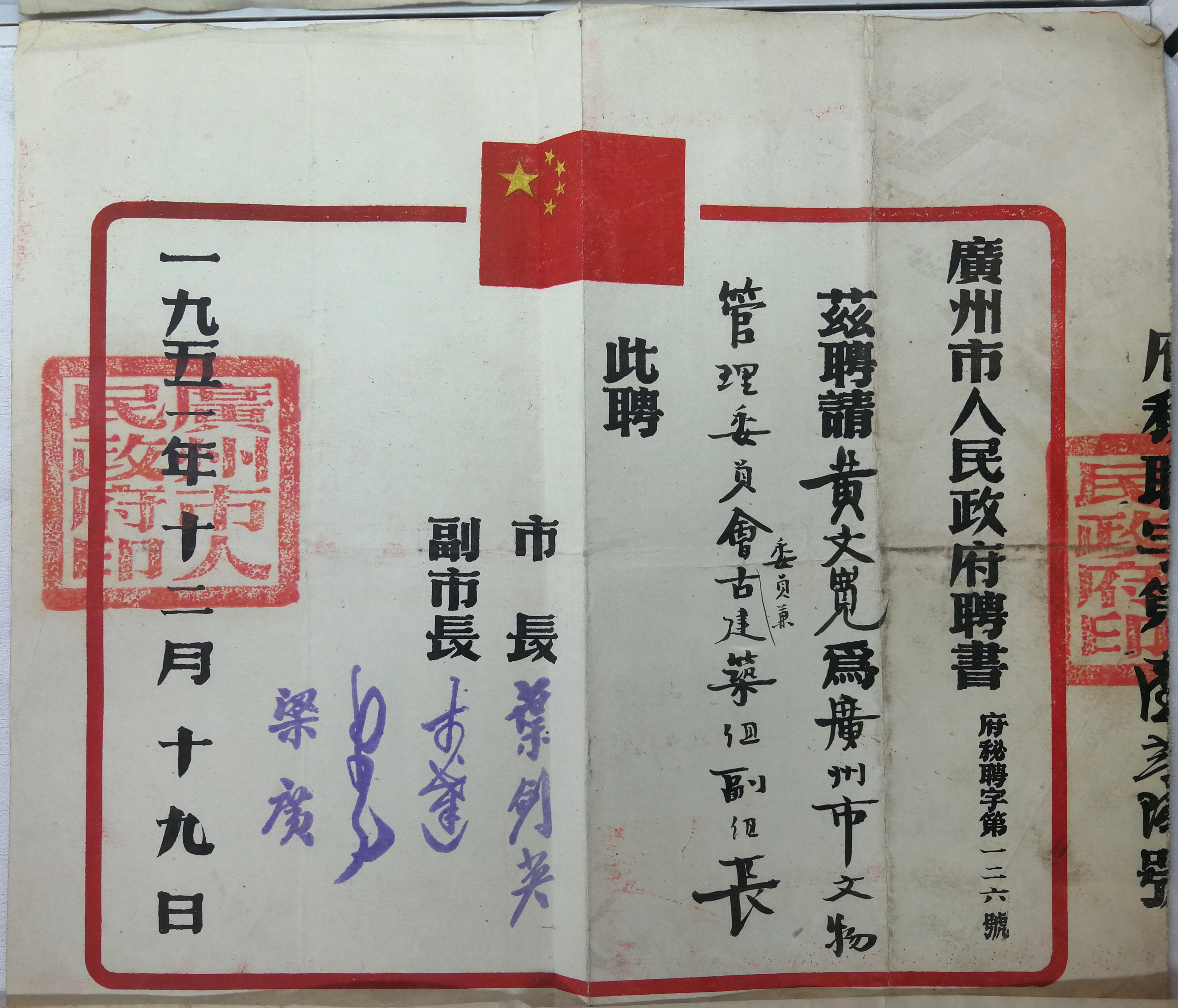
黃文寬受聘為文物管理委員會委員兼古建築組副組長的聘書

### 中華民國時期
1920年十歲的黃文寬跟母親從家鄉臺山移居廣州。父親早年家窮，便隨台山鄉人遠離故土，到美國謀生，1926年從海外歸來探親，不幸得病死去。
黃文寬天資聰敏，自幼結習詞翰。先後就讀於教會學校廣州培正小學和廣州培正中學。
1931年“九·一八事變”，1932年“一·二八事變”，他是培正學生救亡運動領袖。遠赴中國東北勞軍聯絡東北抗日義勇軍；攜募捐款到綏遠面見馮玉祥將軍，支援抗日同盟軍；後知同盟軍失敗，往北平晉見同盟會元老黃節，相擁痛哭。
1932年畢業于私立廣州法學院，執業律師。
黃文寬青少年時即具金石學才華而為西泠印社社員。1935年與陳大年、謝英伯、何紹甲等共創“天南金石社”，社員十一人，社址設在廣州黃文寬律師事務所。
1938年至1943年抗日戰爭時期，投筆從戎，任職於國民革命軍。被派往香港、澳門等地刺探日偽情報，虎穴歷險。
抗戰結束後，回廣州復執律師業，在廣州法學院、廣州大學、華南聯合大學、中山大学任教授，為廣州律師公會三位常務理事之一。

### 中華人民共和國時期
1949年中华人民共和国成立後，法律系被撤銷。1953年黃文寬參與創建廣東省文史館。隨著1950年代後期反右運動，因西方法學觀以及國民革命軍任職履歷，黃文寬被當局劃為“右派”中之極右分子和“歷史反革命”。於是專攻文史哲。
1960至70年代又因文史哲的在學術界的影響力，文革期間黃文寬被打為“反動學術權威”，遭到批判。《澳門史鉤沉》是黃文寬20多年的精心之作，文革期間，書稿所附大量地圖、照片等原始資料均被抄出焚毀，所幸壁藏文稿僥倖逃過劫難。
1978年黃文寬冤案獲得平反。鑒於黃文寬在法律界的威望和成就，政府授予其廣東省人大常委會法制委員會委員、廣東省政協常委、廣東省律師協會常務理事等榮譽。
學術領域，黃文寬先後任廣東省文史館館員和副館長，受聘為廣州美術學院客座教授。1987年應邀赴澳門作學術交流；旋應邀赴香港中文大學專題演講廣東詩書。
1988年創建“嶺南篆刻學會”，並任首任會長。

## 研究領域及貢獻
黃文寬唯獨法學是科班出身，其餘學科皆為自學。廣涉考古學、人類學、古籍版本、碑版、文學、史學、詩詞、哲學、文字學、書法、篆刻等領域。學識淵博，創作實踐與學理研究相結合，富著述，立論持重，多個領域均卓有貢獻。被誉为“博古開新的天才”。

### 法學
黃文寬善于法學學理與案件審理並重。三十多歲的黃文寬先後被聘為私立廣州法學院教授、私立廣州大學教授和系主任、華南聯合大學教授、國立中山大学教授，為廣州律師公會三位常務理事之一。民國時期參與戰區第七軍事法庭間諜案審理，以及粵港澳多起重大案件審理，是嶺南著名大律師。

### 哲學
先秦《鬼谷子》歷來被視作“曠世絕學、智慧禁果”的高難古代哲學，鮮有人觸及。黃文寬一直把文史哲看作自己的使命，而視法學為業餘。善攻堅且獨出己見，闡發《鬼谷子》義理，解析其著重於辯證的哲學方法，禦人於無形之中，具有整體統禦、智謀策略學體系，認為在百家爭鳴的戰國時期《鬼谷子》獨樹一幟。借軍旅生涯之隙，1940年未滿30歲的黃文寬寫畢《〈鬼谷子〉本義》，獲得哲學界肯定，被廣州大學列為教科書。

### 史學和考古
黃文寬以律師特有的邏輯思辨力，把史學和考古關聯於歷史、地理、藝術、人文、哲學、人類學等領域，以及田野考察，使各學科門類之間成為相互貫通、相互協作的有機系統。
他在《蘭亭斷訟》研究中，以律師“庭辯”式的方法，大量舉證，雄辯地論證了馮承素、褚遂良、虞世南三種《蘭亭序》臨本為後世偽託之作。
黃文寬《澳門史鉤沉》經20多年，翻閱明清朝廷記載、大臣奏章和信函，廣東各州府縣誌、福建、浙江省通誌，以及葡萄牙等外國文獻。收錄資料從1514年至1928年，引用書目近百種，釐清歷史事實，使葡萄牙殖民主義者强占澳門的歷史真相浮出水面。
黃文寬參與廣東省以及全國多次古墓和文物發掘整理，寫出了許多研究論文和考察報告，載入《考古學報》、《文物》兩種文物考古界最重要的刊物，成為文物考古界的重要文獻。如 《南越文帝陵墓的發現和廣州歷史地理》、《戴縉夫婦墓清理報告》、《廣州市古城磚拓片及修城考》、《廣西貴縣發見的宋墓質疑》、《〈文獻通考〉校誤》等等，均為黃文寬這種獨特的學術方法的結晶。

### 古文字學

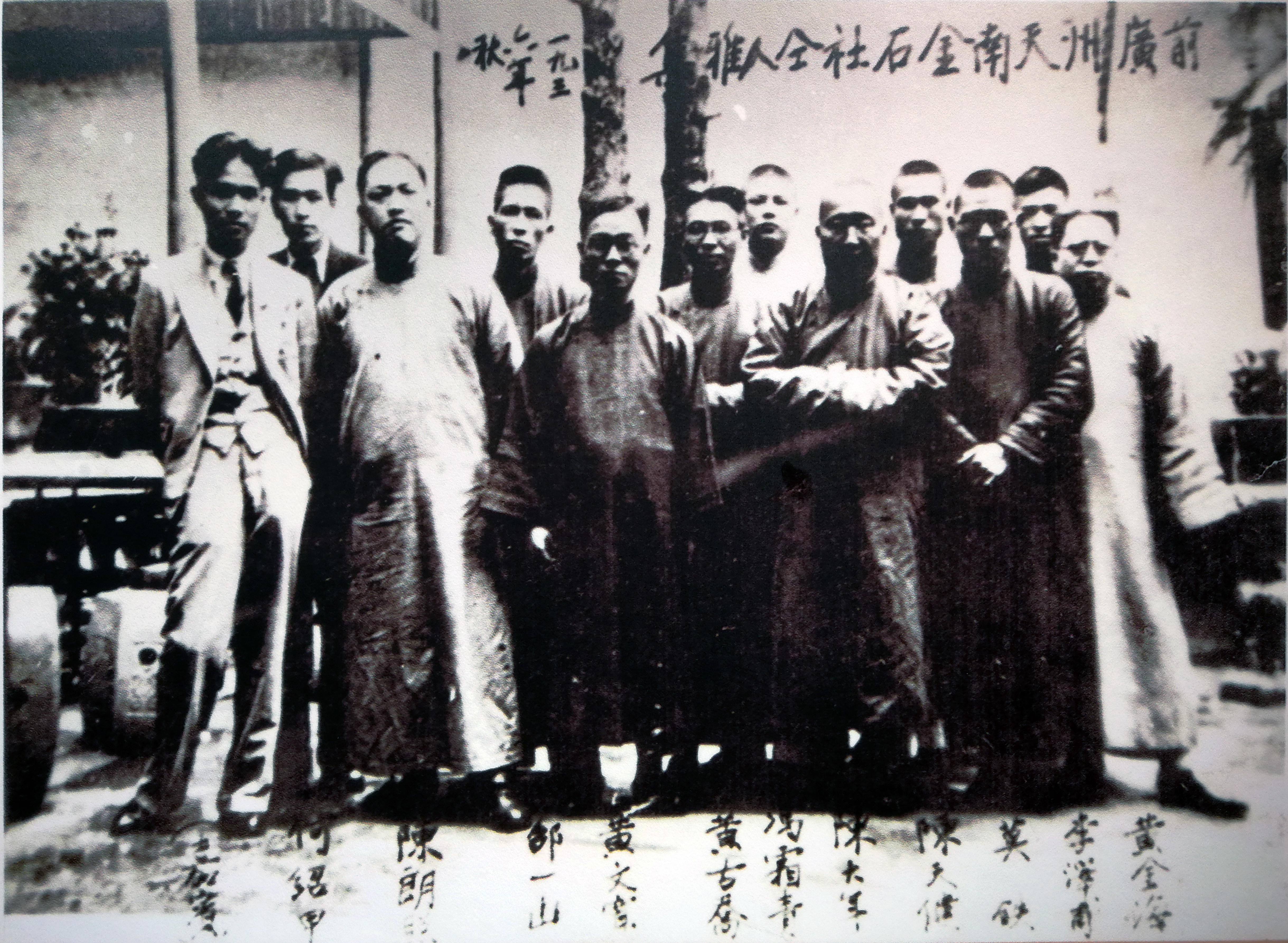
天南金石社1936年雅集（前排中為黃文寬）

古文字學中的“通、同、假”被古文字學界共認為最難研究的學問。《〈說文解字〉通、同、假》是黃文寬著力最多的一部大部頭著作，前後歷經數十年，積累書稿甚富。“通、同、假”屬於古文字學繁複的概念系統。包含“古今字”，即“文中的古體字”、“異體字”，同音同義不同形的字。“通假”就是用讀音相同或者相近的字代替本字，通假字所代替的那個字叫做“本字”。“通、同、假”之間容易相混。黃文寬在“通、同、假”概念的釐清和簡明化上面取得了突破，界同行歎為佳構。黃文寬治學嚴謹，數易其稿，終未成書便與世長辭。1989年臨終前對其摯友王貴忱（1928—，時任中山圖書館和廣東省博物館副館長）表達此著作未能完成的遺憾。

### 金石篆刻
黃文寬篆刻初無師承，溯金石之本，承先秦和秦漢璽印，覽明清文彭、鄧石如、黃易、吳讓之、吳昌碩、黃士陵各家篆刻，兼收並蓄。故其用刀不拘成法，因材運刀，尤善作漢急就鑿印，切刀沖刀並用，於刀鋒中隱含石痕筆意墨韻，體現了其主張“刀”（刀刻技術的力度）、“石”（石材的剛挺）、“墨”（書法筆墨的韻味）三者合一的印學觀念。他在“守默”一印的邊款上刻道：“文寬此作自立門戶，空諸依傍矣”， “正刀與側刀，淺沖與深沖，大切與小切”互用。其印章既深入蘊含古人精髓，又自然融入了個人的氣質，形成他印面闊大、飽滿、渾成的剛健之風。黃文寬培養了大量篆刻藝術人才，被稱為“嶺南印壇教父”。

### 詩詞
1933年黃文寬23歲即著有《嶺南小雅集》，頗得黃節賞識，許為善選學。還編撰有《歷代紀事詩選》、《南明廣東詩說》等。黃文寬尤為強調詩言志，故其詩敘事寓志之所向，多剛健沉實間或豪放。尤工七律和七絕，其中“由來積健始為雄，象外環中絕太空。我向破荷亭上立，從知老子氣猶龍。”可見其氣概。一生留下大量詩作。僅論印詩就有百餘首，例如“務從險絕歸平正，圭角銷磨風骨存。筆陣縱橫齊大化，未須黑白與君論。”言說篆刻藝術精要，隱喻剛直磊落的品性和人格。
黃文寬這首七絕是他自己一生的最好概括：
綺筵藩溷任風翻，（滄桑人生）
少已能頑老更頑。（顧性傲岸）
我是支機天漢石，（天資超邁）
浪隨槎客隕人間。（塵世過客）

### 收藏
黃文寬富收藏，各種古籍善本、印譜珍本、碑帖多達200種，其中《十鐘山房印舉》《丁丑劫余印存》《千璽齋印譜》等為原鈐珍本。又藏有古代璽印直至明清近現代吳昌碩、黃牧甫等名家印章800余方。

## 出版物及學術遺存類目
| 著作名稱                                      | 著者                        | 出版社/機構      | 年代        | 類別             |
| --------------------------------------------- | --------------------------- | ---------------- | ----------- | ---------------- |
| 《〈鬼谷子〉本義》                            | 黃文寬著                    | 廣州大學         | 1940        | 哲學             |
| 《嶺南小雅集》（3卷，萍廬叢鈔·第一種）        | 黃文寬編著                  | 芝加哥大學圖書館 | 1933        | 詩詞             |
| 《歷代紀事詩選》（萍廬叢鈔·第二種）           | 黃文寬編著                  | 廣東省文史館     | 1980年代    | 詩詞             |
| 《南明廣東詩說》（萍廬叢鈔·第三種）           | 黃文寬著                    | 廣東省文史館     | 1986        | 詩詞             |
| 《〈說文解字〉通、同、假》（未完稿）          | 黃文寬著                    | 廣東省文史館     | 1950-80年代 | 古文字學         |
| 《〈文獻通考〉校誤》                          | 黃文寬校勘                  | 文物出版社       | 1957        | 目錄學 考據學    |
| 《戴縉夫婦墓清理報告》                        | 黃文寬考察報告              | 科學出版社       | 1957        | 考古發掘 人類學  |
| 《從廣州出土的虎子談虎子的考證》              | 黃文寬撰                    | 科學出版社       | 1957        | 考古學           |
| 《廣西貴縣發見的宋墓質疑》                    | 黃文寬撰                    | 科學出版社       | 1957        | 考古發掘 人類學  |
| 《廣州西村發現北宋瓷窯建築》                  | 黃文寬撰                    | 科學出版社       | 1964        | 考古發掘 建筑學  |
| 《南越文帝陵墓的發現和廣州歷史地理》          | 黃文寬撰                    | 廣東省文史館     | 1980年代    | 考古 歷史 地理   |
| 《宋代廣州西城與番坊考》                      | 黃文寬著                    | 廣東省文史館     | 1980年代    | 考古 地理        |
| 《廣州市古城磚拓片及修城考 : 黃文寬小楷手稿》 | 黃文寬著                    | 嶺南美術出版社   | 2007        | 考古 書法        |
| 《澳門史鉤沉》                                | 黃文寬著                    | 澳門星光出版社   | 1987        | 史學             |
| 《蘭亭斷訟》                                  | 黃文寬著                    | 嶺南史學名家     | 1980年代    | 書學             |
| 《世說新語與蘭亭敘》                          | 黃文寬著                    | 中國書法家協會   | 1983        | 文學 書學        |
| 《中國印學史》（未完稿）                      | 黃文寬著                    | 廣東省文史館     | 1980年代    | 印學             |
| 《篆刻藝術構成之要素》                        | 黃文寬著                    | 廣東省書法家協會 | 1980年代    | 篆刻理論         |
| 《黃文寬印譜（不分卷）》                      | 黃文寬篆刻 楊廣泰編         | 廣州圖書館       | 1990        | 篆刻作品         |
| 《黃文寬暨門人篆刻集》                        | 黃文寬等篆刻 盧煒圻主編     | 廣東省書法家協會 | 1999        | 篆刻作品         |
| 《可居室印譜（一卷）》                        | 黃文寬篆刻 王貴忱輯錄       | 廣州圖書館       | 2000年代    | 篆刻作品         |
| 《黃文寬印選》                                | 黃文寬篆刻 黃大同編         | 嶺南美術出版社   | 2005        | 篆刻作品         |
| 《黃文寬治可居用印》                          | 黃文寬篆刻 王貴忱輯並序     | 廣東省博物館     | 2019        | 篆刻作品         |
| 《瓦存室印存》                                | 黃文寬輯                    | 廣東省博物館     | 1940年代    | 原鈐古印集成     |
| 《據梧尋夢室印存》                            | 黃文寬輯                    | 廣東省博物館     | 1950年代    | 原鈐古印集成     |
| 《葉楊胡劉四家印賸》                          | 黃文寬輯                    | 廣東省博物館     | 1950年代    | 原鈐古印集成     |
| 《萍廬印剩》                                  | 黃文寬輯                    | 廣東省博物館     | 1980年代    | 原鈐古印集成     |
| 《瓦存室藏黃牧甫原石遺珍》                    | 黃文寬藏 梅傑主編           | 上海書畫出版社   | 2019        | 名家印石         |
| 《十鐘山房印舉》                              | 陳介祺輯 黃文寬藏           | 廣東省博物館     | 清代        | 原鈐古璽印譜珍本 |
| 《千璽齋印譜》                                | 吳大澂輯 黃文寬藏           | 廣東省博物館     | 清代        | 原鈐古璽譜珍本   |
| 《丁丑劫余印存》                              | 丁輔之、高繹求等輯 黃文寬藏 | 廣東省博物館     | 近現代      | 原鈐明清印譜珍本 |

## 外部連結
- 廣州市政協官網 （页面存档备份，存于）
- 文史廣東官網
- 上海新民晚報官網 （页面存档备份，存于）